# Pickup (công nghệ nhạc)

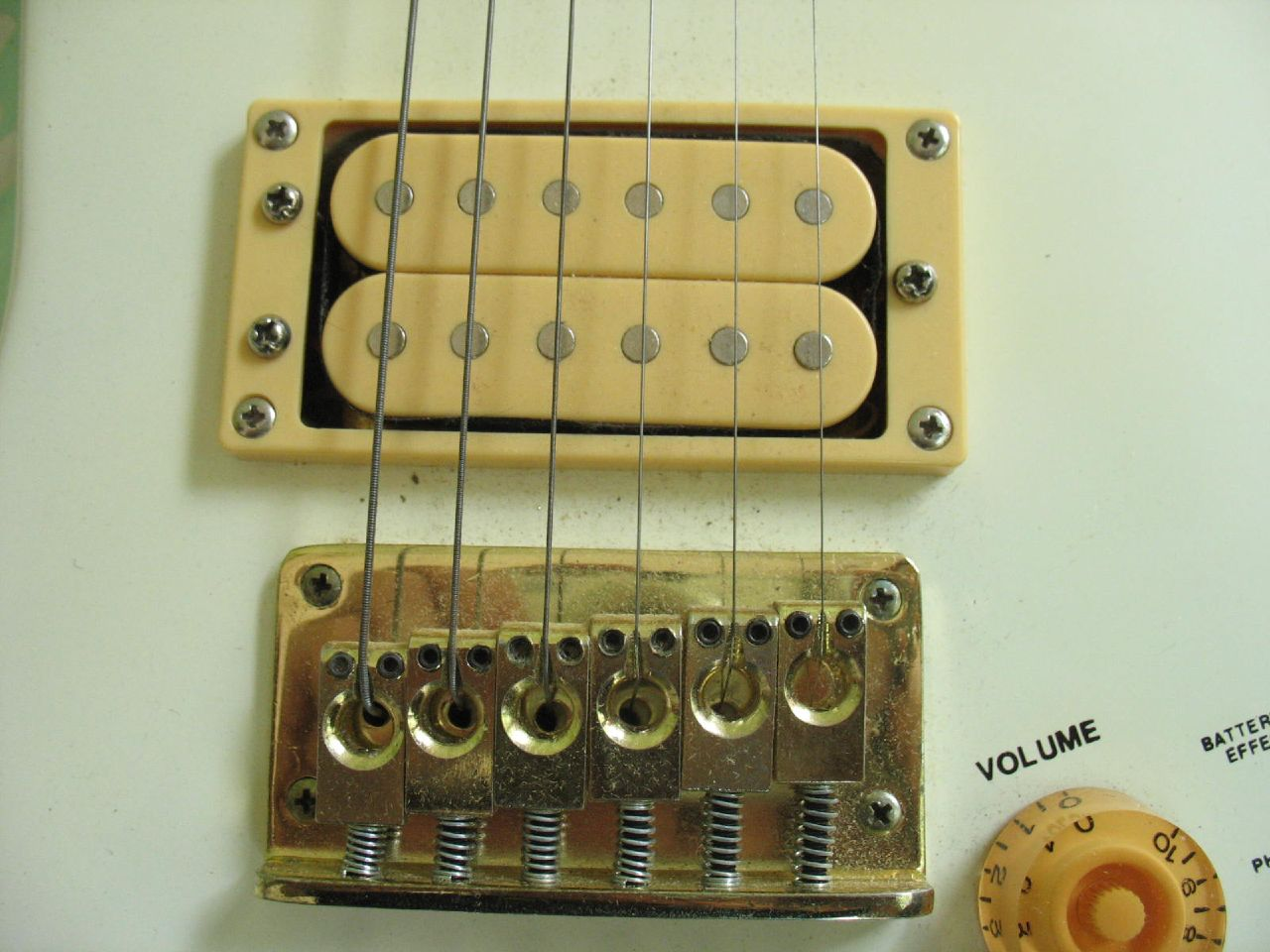
Ảnh chụp bộ pickup kép trên guitar điện 6 dây có gắn volume (điều chỉnh âm lượng).

Trong âm nhạc, pickup (phát âm theo tiếng Anh: /ˈpɪkʌp/; tiếng Việt thường đọc: /pic-kăp/ hoặc /pic-kơp/) là một bộ cảm ứng âm thanh có khả năng biến đổi dao động của dây đàn thành tín hiệu điện, nhờ đó có thể được điều chỉnh, truyền đi xa và khuếch đại.
Ở Việt Nam đã có người dịch pickup là bộ cảm biến, hoặc bộ cảm ứng âm thanh. Tuy nhiên, trong giới âm nhạc hiện nay, từ pickup được dùng phổ biến hơn. Trong trường hợp này, cần phân biệt với hai khái niệm đồng âm nhưng khác nghĩa (khác hẳn nội hàm):
- Pickup là tên gọi tắt loại xe bán tải.
- Pickup là tên gọi tắt máy quay đĩa đời cổ.

## Lược sử
- Các nhạc cụ đàn dây như vĩ cầm, guitar truyền thống phát ra thanh âm nghe êm ái nhưng tiếng  mỏng mảnh và rất nhỏ, không vang xa. Do đó, thời loài người chưa phát minh ra thiết bị khuếch đại âm thanh, thì biểu diễn các nhạc cụ này chỉ diễn ra trong một căn phòng nhỏ và kín, bắt buộc số lượng người muốn được nghe nhạc rất bị hạn chế.
- Vào đầu những năm 1920, các thiết bị truyền âm và khuếch đại âm thanh xuất hiện (micrô và máy tăng âm), đã giải quyết hạn chế trên. Tuy nhiên, cuộc biểu diễn của mỗi ban nhạc có nhiều nhạc cụ luôn đòi hỏi có nhiều thiết bị truyền âm và khuếch đại âm cồng kềnh, kèm theo phiền toái là có nhiều dây dẫn điện phải rải trên sân khấu, dễ gây vướng cho người biểu diễn.
- Đến đầu những năm 1930, những ban nhạc lớn xuất hiện, kèm theo kèn đồng, đòi hỏi các nhạc cụ dây (như vĩ cầm, guitar) phải phát ra âm lượng lớn tương xứng. Do đó xuất hiện nhạc cụ được gắn  micrô trực tiếp vào bên trong thân đàn và khái niệm "đàn cắm điện" xuất hiện, nhưng chất lượng không cao và vẫn cần nhiều dây dẫn điện.Ảnh chụp Lloyd Loar với chiếc măngđôlin Gibson F2.

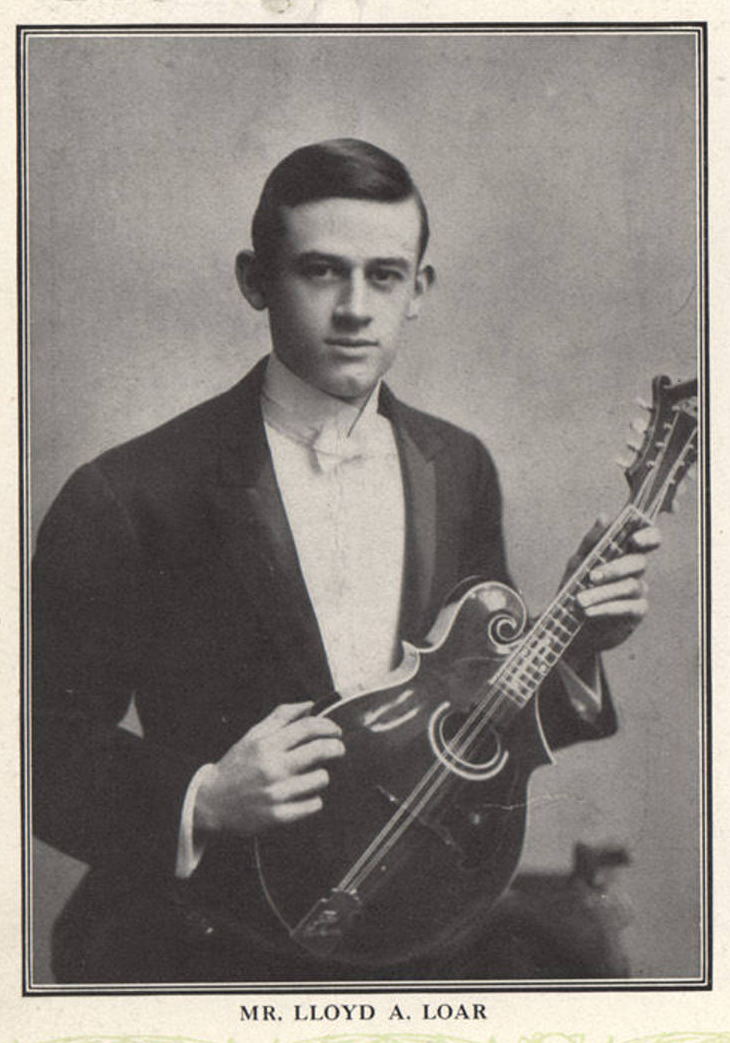
Ảnh chụp Lloyd Loar với chiếc măngđôlin Gibson F2.

- Một trong những người tiên phong sớm nhất khắc phục nhược điểm này là Lloyd Loar, kỹ sư của hãng Gibson. Năm 1924, ông đã phát triển một thiết bị gọi là pickup, trong đó các dây đàn truyền rung động từ ngựa đàn tới khối nam châm được cuốn quanh bởi cuộn dây, nhờ đó thiết bị này tạo ra tín hiệu điện. Tuy nhiên, do hạn chế của khoa học công nghệ đương thời, nên tín hiệu rất yếu.[4]
- Đầu những năm 1950, nhà thiết kế thiết bị nhạc cụ người Mỹ là Seth E. Lover (1910 - 1997) đã phát triển pickup do Gibson Guitar Corporation (công ty guitar Gip-xân) sản xuất lần đầu vào khoảng năm 1952 - 1955, khắc phục được nhược điểm trên. Tuy nhiên nó còn tạo tiếng ồn nhỏ.[5] Đến những năm 1955 - 1960, chủ tịch công ty này là Ted McCarty cùng một số người khác đã hoàn thành sản phẩm mới gọi là bộ cảm biến "Humbucking" (/hʌmˈbʌkɪŋ/), sau đó - năm 1961 - công bố sản phẩm ứng dụng bộ cảm biến này là loại đàn guitar gọi là Gibson Les Paul. Đây là chiếc guitar điện đầu tiên không cần "cắm điện", thân đàn không có hộp (thùng) cộng hưởng mà là thân đặc, nên còn gọi là guitar thân đặc và đã được chứng thực của nghệ sĩ guitar nổi tiếng thời đó là Les Paul.[1] Từ đó, kiểu pickup này ngày càng được phổ biến và liên tục cải tiến dưới nhiều mẫu mã khác nhau.[6]

Đàn điện tử kiểu này không chỉ phát ra thanh âm giống như đàn cổ truyền (ascoutic), mà còn có thể thay đổi âm sắc khác lạ, rất thích hợp với Rock, Jazz,... nên ngày càng được ưa chuộng trên toàn Thế giới. Sự phát triển của chúng cũng gắn liền với sự phát triển của công nghệ, đặc biệt là công nghệ điện tử và công nghệ tin học, nên hình thái, cấu trúc và chất lượng luôn được cải tiến. Pickup hiện được dùng rất phổ biến cho nhạc cụ đàn dây, nhất là guitar điện và vĩ cầm điện. Tuy nhiên không được dùng trong biểu diễn nhạc cổ điển ở bất cứ thể loại nào.

## Nguyên lý hoạt động

### Pickup từ

Sơ đồ một từ thông.

- Hiện nay có rất nhiều loại pickup, do các hãng khác nhau trên Thế giới phát triển và giới thiệu, thay đổi tùy thuộc vào loại nhạc cụ, theo ưa thích của người dùng cũng như theo tiến bộ của công nghệ. Tuy nhiên kiểu phổ biến nhất là pickup từ tính. Nguyên lý hoạt động chính của kiểu này được diễn tả ở cách đơn giản nhất theo mô hình sau.

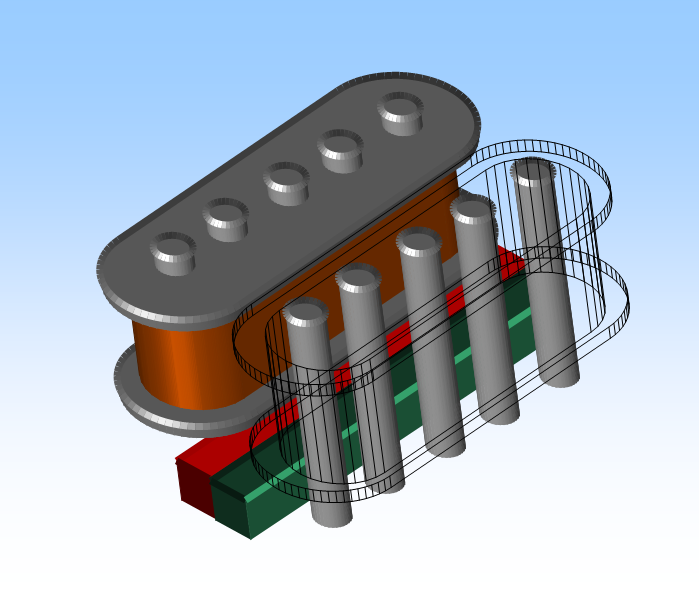
Mô hình cấu trúc một Humbucking.

- Ở dạng đơn giản nhất, mỗi pickup là một cuộn dây đồng quấn quanh một lõi là thanh nam châm vĩnh cửu. Dây đàn phải được làm bằng kim loại nhiễm từ tính, đặt gần sát pickup. Khi cuộn dây đồng được cấp điện, nó sẽ phát ra từ trường. Lúc này, dây đàn (nằm trong vùng có từ trường) rung động sẽ làm từ trường của pickup bị thay đổi, phát sinh từ thông tương ứng với dao động của dây đàn, tạo ra dòng điện trong cuộn dây, tương tự như ở máy phát điện (xem sơ đồ cấu trúc Humbucking). Dòng điện này được truyền đến bộ khuếch đại. Từ đó, các rung động được biến đổi thành tín hiệu điện truyền qua cáp đến bộ phận khác để điều chỉnh (EQ) và khuếch đại.[2][7][8] Như vậy, về mặt kĩ thuật, nó là một máy phát điện nhỏ, dựa trên định luật Faraday.[4]

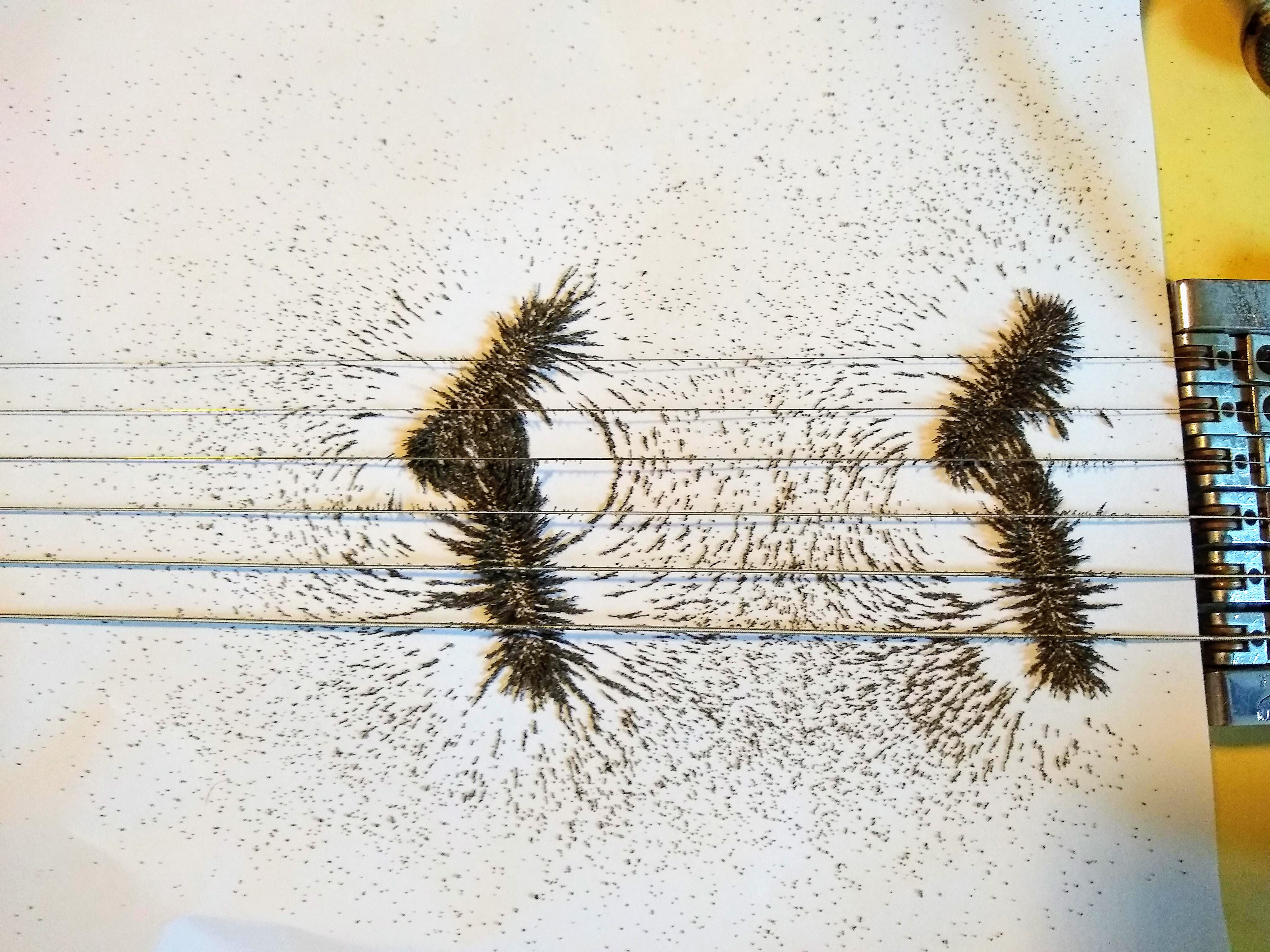
Phân bố các hạt bụi sắt trên mặt đàn guitar điện phản ánh sự biến đổi của từ thông khi pickup hoạt động.

- Hiện tượng biến đổi từ trường này có thể quan sát qua một thí nghiệm đơn giản: rắc đều các hạt bụi sắt lên trên mặt đàn guitar có gắn pickup. Sau đó kết nối pickup với nguồn điện (bật pickup), rồi gẩy dây đàn. Kết quả là thu được hình ảnh của từ trường đã biến đổi sau khi picup hoạt động (xem hình bên).
- Loại này dựa trên hoạt động điện từ, nên được gọi là pickup từ tính (magnetic pickup) hay pickup điện từ, gọi tắt là pickup từ. Ở guitar 6 dây, mỗi dây cần ít nhất một cảm biến và mỗi bộ pickup gồm 6 cảm biến. Tuy nhiên, âm sắc phát ra ở dây đàn sát ngựa đàn có khác với thanh âm phát ra ở vị trí xa hơn, nên thường lắp đặt hai bộ pickup tương ứng với hai vị trí trên.[8]
- Kiểu phổ biến hiện dùng gọi là pickup humbucking, gọi tắt là humbucker (/hʌmˈbʌkɜr/) gồm haicuộn dây để triệt tiêu nhiễu, được áp dụng cho cả các guitar điện tử Gibson và Yamaha phổ biến hiện nay.

### Pickup áp điện

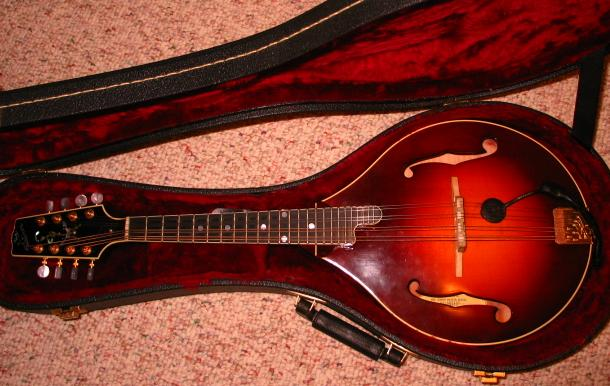
Pickup áp điện "dán" trên đàn măngđôlin.

Kiểu pickup áp điện (piezoelectric pickup) nhỏ, gọn có thể "dán"  vào các nhạc cụ truyền thống (ascoutic) như guitar, vĩ cầm hoặc măngđôlin. Nhờ đó, cấu tạo đàn không hề thay đổi, nhưng thanh âm vẫn được truyền xa, điều chỉnh được và khuếch đại lên. Loại này hiện ngày càng được phổ biến, ở Việt Nam được nhiều thanh thiếu niên ưa chuộng, nhất là loại có thể truyền vô tuyến (không dây dẫn) đến loa qua bleutooth. Trong trường hợp này, nó giống như một mi-crô áp điện dùng kết nối bleutooth.

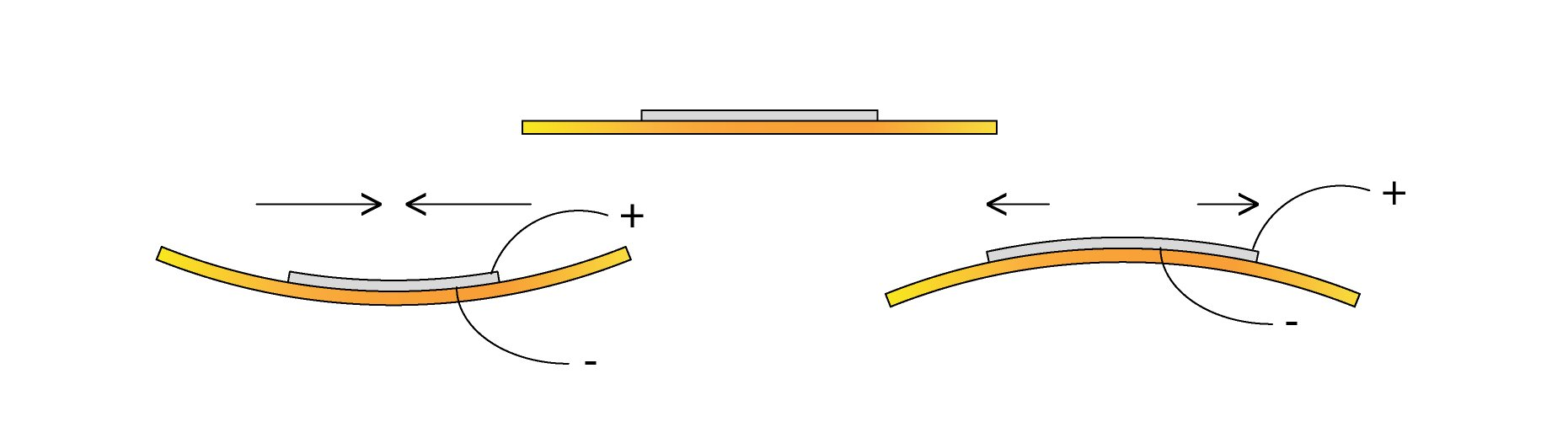
Sơ đồ mô tả tấm áp điện chuyển đổi âm thanh thành điện

Nguyên lý hoạt động của kiểu áp điện là vận dụng hiện tượng áp điện: trong pickup chứa vật liệu áp điện, khi âm thanh phát ra làm nó rung động, thì dẫn đến thay đổi áp suất tác động lên vật liệu này, từ đó phát sinh dòng điện biến thiên tương ứng.

### Sơ đồ chung

Sơ đồ hoạt động của guitar dùng pickup. Đường nét rời (- - -) có thể là vô tuyến hoặc hữu tuyến.

Trong cả hai loại pickup trên, nguyên lí hoạt động có khác nhau, vật liệu cơ bản sử dụng khác nhau, nhưng đều giống nhau ở hai điểm cơ bản:
- Dây đàn bắt buộc phải được chế tạo từ kim loại có từ tính như: sắt, thép côban hoặc niken, vì như thế, dây đàn mới có khả năng làm biến đổi từ trường để tạo ra dòng điện trong cuộn dây của pickup.
- Sơ đồ kết nối chính đều như nhau: Các rung động do pickup truyền đi đầu tiên gọi là thanh âm khô (dry sound). Sau đó, qua các bộ phận khác trong hệ thống xử lí, mới tạo thành thanh âm ướt (wet sound) để đến loa.[9][10]

Ở vĩ cầm, pickup có thể phát sóng vô tuyến đến hệ xử lí ở xa đàn: đường nét rời (- - -) là vô tuyến.

Ở guitar điện, hệ thống xử thường được gắn liền vào thân đàn, gồm hai hệ nút điều chỉnh: nút âm lượng (volume, ta quen gọi là "nút to - nhỏ") và nút âm tần (EQ, ta quen gọi là "nút thanh - trầm").
Ở vĩ cầm điện tử, hệ thống xử thường tách rời đàn, nhờ đó thân đàn chỉ còn khung làm chỗ tựa cho người chơi đàn.

## Ứng dụng

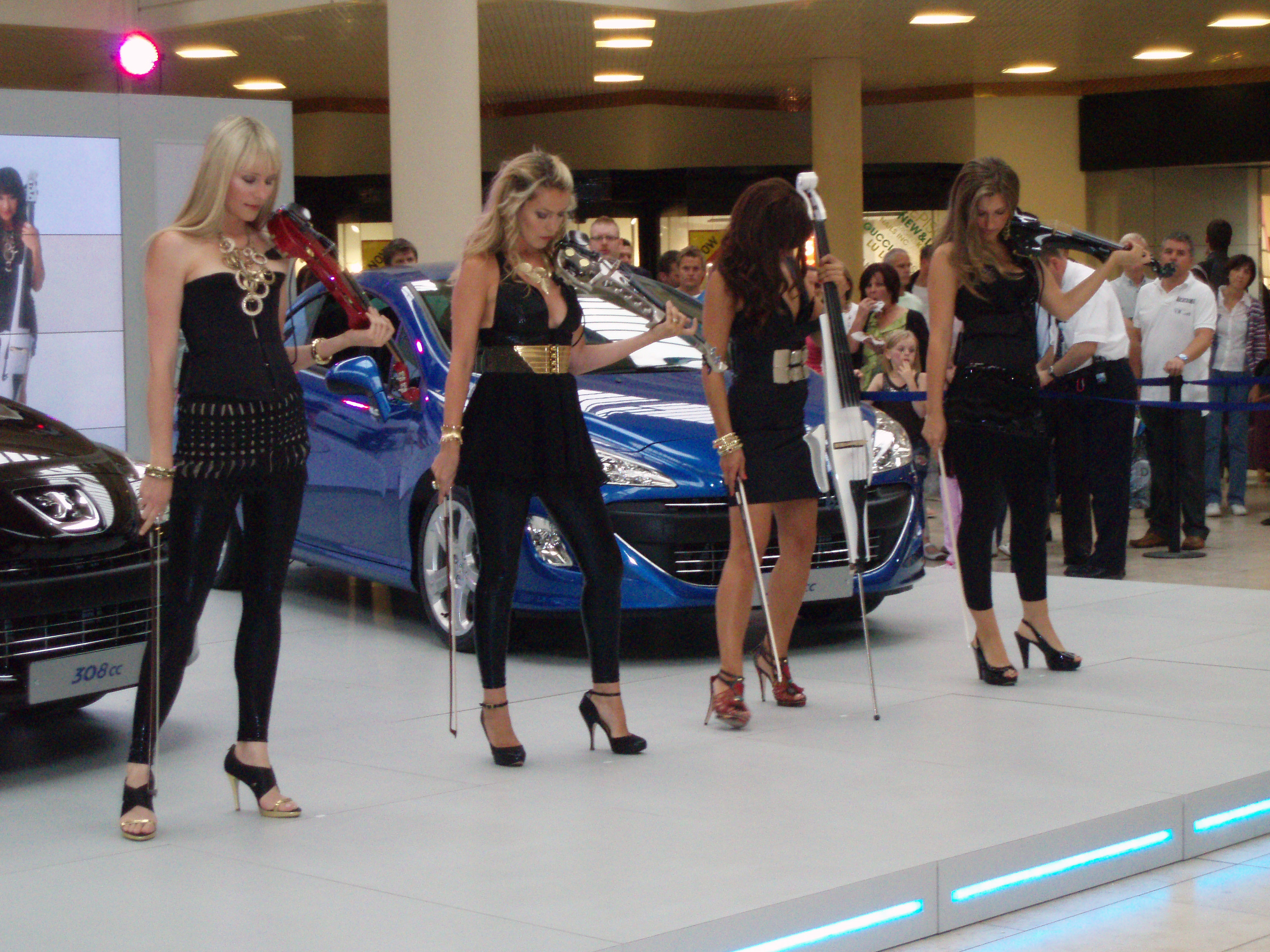
Ban nhạc Bond toàn dùng đàn dây điện tử gắn pickup.

Đàn gắn pickup ngày càng phổ biến và được ưa chuộng trong biểu diễn âm nhạc, đặc biệt là các thể loại loại nhạc được giới trẻ yêu thích. Đàn gắn pickup cũng được các nghệ sĩ hát rong, nghệ sĩ đường phố dùng nhiều để biểu diễn.
Tuy nhiên, loại nhạc cụ có pickup thuộc bất kì kiểu nào vẫn không được sử dụng trong các cuộc trình diễn nhạc cổ điển ở bất kỳ thể loại âm nhạc nào. Tất cả các nghệ sĩ độc tấu cổ điển cũng không dùng trong các cuộc biểu diễn chính thức của họ. Theo hệ thống phân loại hiện nay của Nhạc cụ học, các loại nhạc cụ bất kì có gắn pickup đều phải xếp vào nhóm electrophone (nhạc cụ điện). Nhóm này cho thanh âm có tính chất - như nhà âm nhạc học Craig Conley đã nhận định - là "không nguyên chất", do đã làm thay đổi âm lượng, âm sắc và cả hòa âm, phối khí của những nhạc phẩm kinh điển đã tồn tại và được bảo tồn hàng trăm năm nay.